# Fissidens henryae
Fissidens henryae är en bladmossart som beskrevs av Stone 1984. Fissidens henryae ingår i släktet fickmossor, och familjen Fissidentaceae. Inga underarter finns listade i Catalogue of Life.